# Ralph Block

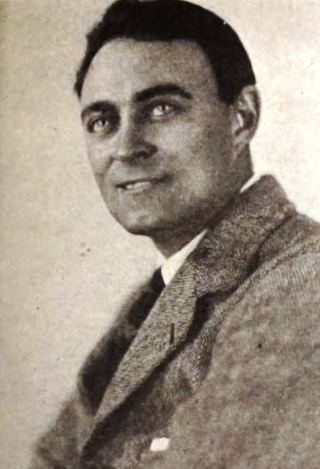
Ralph Block

Ralph J. Block (* 21. Juni 1889 in Cherokee, Iowa; † 2. Januar 1974 in Wheaton, Maryland) war ein US-amerikanischer Filmproduzent und Drehbuchautor sowie Präsident der Schauspielergewerkschaft Screen Actors Guild.

## Leben
In den 1920er Jahren machte Block als Filmproduzent auf sich aufmerksam. Für Paramount Famous Lasky leitete er ab 1926 die Schnitt-Abteilung. Sein erster Film als Produzent war das Sportlerdrama The Quarterback (1926) unter der Regie von Fred C. Newmeyer. Barton MacLane spielte darin seine erste Filmrolle. Die von Block produzierten Filme Wolkenkratzer und The Cop wurden 1930 in der Kategorie „Bestes Drehbuch“ für einen Oscar nominiert.
Ab 1930 verlagerte er sein Engagement dann hauptsächlich aufs Schreiben von Drehbüchern. Sein erstes Drehbuch schrieb er für den 1930 erschienenen Film The Arizona Kid mit Warner Baxter und Carole Lombard in den Hauptrollen. 1934 schrieb er das Drehbuch zum Film Die Spielerin (Gambling Lady), in dem Barbara Stanwyck und Joel McCrea ganz vorn auf der Besetzungsliste standen. Zu Nancy Goes to Rio, basierend auf einer Geschichte von Sidney Sheldon, steuerte er 1950 seine Arbeit am Drehbuch bei.
Von 1934 bis 1935 war Block Präsident der Schauspielergewerkschaft Screen Actors Guild, was ihm in der Branche große Bekanntheit einbrachte. 1940 wurde Block mit einem Ehrenoscar für seine engagierte Arbeit für den Motion Picture Relief Fund ausgezeichnet, einen Fonds, der Gelder für hilfsbedürftige Mitarbeiter der Filmindustrie sammelt.
1910 heiratete Block Mary Greenacre, die 1972 verstarb. Zwei Jahre später verstarb Ralph J. Block ebenfalls.

## Filmografie (Auswahl)
Produzent
- 1926: The Quarterback
- 1928: Wolkenkratzer (Skyscraper)
- 1928: The Cop
- 1929: The Racketeer
- 1929: Rich People
- 1929: His First Command
- 1931: Girls Demand Excitement

Drehbuchautor
- 1930: The Arizona Kid
- 1930: The Sea Wolf
- 1931: A Holy Terror
- 1933: Before Dawn
- 1934: Massacre
- 1934: Die Spielerin (Gambling Lady)
- 1935: The Right to Live
- 1936: Boulder Dam
- 1940: It’s a Date
- 1945: Patrick the Great
- 1950: Nancy geht nach Rio (Nancy Goes to Rio)

Schnitt
- 1927: Der Gentleman von Paris (A Gentleman of Paris)
- 1927: Das Wiener Lied (Serenade)
- 1927: Die Piraten vom Jang-Tse-Kiang (Shanghai Bound)

## Auszeichnungen
- Ehrenoscar an den Motion Picture Relief Fund, vertreten durch Ralph J. Block, Jean Hersholt, Ralph Morgan und Conrad Nagel